# Alessandro Asinari di San Marzano
Alessandro Asinari di San Marzano (Turin, 20 mars 1830 - Rome, 16 février 1906) était un homme politique et général italien, sénateur du royaume d'Italie.

## Biographie
Né à Turin le 20 mars 1830, Alessandro Asinari di San Marzano s'inscrit à l'académie militaire de Turin et en sort à l'âge de dix-huit ans avec le grade de sous-lieutenant de cavalerie (Sottotenente di cavalleria). En 1848, il participe à la première guerre d'indépendance italienne où il se distingue notamment dans la bataille de Santa Lucia, puis il prend part à la guerre de Crimée où il est promu lieutenant (Tenente) .
En 1859, il participe à la deuxième guerre d'indépendance italienne, est promu capitaine (capitano) et rejoint l'état-major général après la bataille de San Martino, où il reçoit également la médaille d'argent de la valeur militaire. Après la bataille de Castelfidardo, il est promu major (Maggiore) pour mérites de guerre et participe ensuite au siège de Gaeta et au siège de Messine où il est décoré de la croix de chevalier de l'ordre militaire de Savoie. En 1866, après l'armistice de Villafranca et la bataille de Custoza, il est décoré de la croix d'officier de l'ordre militaire de Savoie et promu colonel (Colonnello).
Après avoir participé à la prise de Rome en 1870, il est promu général de division (Maggiore generale) en 1877, puis lieutenant général (Tenente generale) en 1883, jusqu'à ce qu'il obtienne le commandement de la division d'Alexandrie. Dans le domaine colonial, il est gouverneur de Massaoua dans la colonie érythréenne de 1887 à 1888 et commandant en chef de l'important corps expéditionnaire envoyé en Afrique de l'Est après le désastre de Dogali. San Marzano a mené ses troupes avec prudence et a affronté avec succès l'armée éthiopienne, qui a finalement dû battre en retraite en raison de difficultés logistiques.
Il a été ministre de la Guerre du royaume d'Italie sous les gouvernements Di Rudinì IV, Di Rudinì V et Pelloux I.
Député pendant deux mandats, il est nommé sénateur le 4 janvier 1894 mais doit démissionner peu après en raison de sa mauvaise santé et de son âge avancé. Le roi Umberto Ier, qui le tenait en haute estime, le nomma son secrétaire dans l'ordre des Saints-Maurice-et-Lazare et, plus tard, Victor Emmanuel III lui décerna le collier de l'ordre suprême de la Très Sainte Annonciade.
Il est mort après une lente maladie le 16 février 1906 à Rome.

### Promotions militaires
- Sous-lieutenant de cavalerie (Sottotenente di cavalleria) : 24 mars 1848
- Lieutenant (Tenente) : 3 juillet 1849
- Capitaine (Capitano) : 5 mars 1859
- Major (Maggiore) : 3 octobre 1860
- Lieutenant-colonel (Tenente colonnello) : 12 mars 1863
- Colonel (Colonnello) : 28 novembre 1867
- Général de division (Maggiore generale) : 27 mai 1877
- Lieutenant général (Tenente generale) : 19 juillet 1883-1899

### Fonctions et titres
- Commandant en chef des troupes d'Afrique (10 octobre 1887-19 avril 1888)
- Aide de camp honoraire
- Consultant honoraire du Conseil héraldique
- Premier secrétaire de Sa Majesté le roi pour le grand magistère de l'ordre des Saints-Maurice-et-Lazare (2 juin 1901)
- Chancelier de l'ordre de la Couronne d'Italie

## Décorations

### Décorations italiennes
- Chevalier de l'ordre suprême de la Très Sainte Annonciade - 1901
- Chevalier grand-croix décoré du grand cordon de l'ordre des Saints-Maurice-et-Lazare - 1901
- Chevalier de la grand-croix de l'ordre de la Couronne d'Italie - 1901
- Officier de l'ordre militaire de Savoie
- Médaille d'argent de la valeur militaire
- Médaille du mérite mauricienne pour une carrière militaire de 10 ans
- Médaille commémorative des campagnes d'Afrique
- Médaille commémorative des campagnes des guerres d'indépendance (8 barrettes)
- Médaille commémorative de l'unification de l'Italie

### Décorations étrangères
- Médaille britannique de la guerre de Crimée (Royaume-Uni)
- Médaille française commémorant la deuxième guerre d'indépendance italienne (France)

## Source
- (it) Cet article est partiellement ou en totalité issu de l’article de Wikipédia en italien intitulé « Alessandro Asinari di San Marzano » (voir la liste des auteurs).